# Rodolfo Biagi

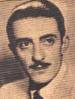
Rodolfo Biagi

Rodolfo Alberto Biagi (Biaggi) (* 14. März 1906 in Buenos Aires; † 24. September 1969 ebenda), genannt „Manos Brujas“, war ein argentinischer Musiker (Pianist), Arrangeur, Bandleader und Komponist des Tango.

## Leben
Rodolfo Biagi wurde am 14. März 1906 in Buenos Aires im Arbeiterbezirk San Telmo geboren. Die Familie mit Migrationshintergrund lebte in bescheidenen Verhältnissen und hatte keinen Bezug zur Musik. Sein Vater wollte dem Sohn jedoch eine bessere Zukunft ermöglichen, weshalb er ihm den gewünschten Besuch des Konservatoriums La Prensa ermöglichte. Gemäß der Bedingung des Vaters, begann er das Geigenspiel zu studieren, wechselte aber auf Zuraten seines Lehrers, der seine wahre Neigung erkannte, zum Klavier. Am Konservatorium der anglikanischen Kirche erweiterte er seine Fertigkeiten. Nebenher spielte er im Alter von 13 Jahren heimlich im Stummfilmkino in seiner Nähe Klavier (wie es auch Horacio Salgán getan hatte), um ein wenig Geld zu verdienen. Juan Maglio, genannt „Pacho“, entdeckte ihn dort zwei Jahre später für sein Orchester. So begann er, in Tango-Bars und Tanzlokalen aufzutreten, darunter das Café El Nacional, dem Tangotempel schlechthin.
Biagi verließ Maglio nach einiger Zeit und schloss sich Miguel Orlando an, der im Cabaret Maipú Pigall aufspielte. Dort wiederum traf er auf den Großmeister des Tangogesangs, Carlos Gardel. 1927 nahm er über den Zeitraum von mehreren Monaten mit dem bekannten Interpreten und Komponisten und seinen Begleitmusikern für die Plattenfirma Odeon Schallplatten auf. Danach war Biagi Mitglied des Sextetts des Bandoneonisten Juan Bautista Guido. Dieses widmete sich vornehmlich der Stummfilmbegleitung, was Biagi nun aber nicht mehr zufriedenstellte, weil die Zuschauer auf das Leinwandgeschehen fixiert waren und die Musik nur nebenher wahrnahmen. Deshalb trat er 1931 wieder einem Orchester bei. Als Pianist des Juan-Canaro-Orchesters spielte er bei vom Radio übertragenen Tanzveranstaltungen und absolvierte eine erfolgreiche Tournee durch Brasilien.
Nach einigen Vertretungseinsätzen bei Juan D’Arienzo verpflichtete ihn der Bandleader im Dezember 1935 fest. In den knapp drei Jahren bis Juni 1938 erlaubte ihm D’Arienzo, einen eigenen Stil zu entwickeln, der auch tatsächlich vom Publikum angenommen wurde. Mit seinem eigenen neu gegründeten Orchester Rodolfo Biaggi y su Orquesta Típica debütierte er am 16. September 1938 im Maribú, das 1935 eröffnet worden und in die Riege der beliebtesten Tangolokale vorgestoßen war. Außerdem spielte er mit dem Orchester für die regelmäßigen Tangoübertragungen der großen Sender Radio Belgrano und Radio Splendid. Sein letztes Konzert gab er am 2. August 1969. Er starb am 24. September desselben Jahres in seiner Heimatstadt.

## Stil
Rodolfo Biagi wird oft vergessen oder nur nebenbei erwähnt, wenn es darum geht, diejenigen, die Bedeutendes bewirkt haben, herauszustellen. Dabei spielte er eine sehr wichtige Rolle in der Geschichte des Tango, insbesondere im Hinblick auf die Renaissance des Tanzes, die als „Goldenes Zeitalter des Tango“ bekannt wurde.
Um 1915 hatte der Rhythmus des Tango vom 2/4- zum 4/8-Takt gewechselt, wodurch er ruhiger und langsamer, und damit einhergehend ausdrucksstärker und vor allem „romantisch“ wurde – genau richtig für andächtige Zuhörer. Für Tanzwillige war dies nicht ideal. Biagi führte den 2/4-Takt wieder ein. Die Besonderheit, die Biagi zu einem einzigartigen und leicht identifizierbaren Interpreten machte, war dieser gleichbleibende und präzise Rhythmus, der den Tanzenden eine Richtschnur gab. Durch kurze, peitschende Arpeggien und dichte Akkorde gewann sein Instrument an Präsenz und wurde tonangebend. Staccatoartig und schneller als die übrigen Orchester, monoton und – musikalisch gesehen – auf das Elementarste reduziert, lieferte Biagis Orchester den Tanzenden den Elan gleich mit. Der Tango erhielt seine frühere Fröhlichkeit zurück. Biagis 2/4-Rhythmus wurde zum Moderhythmus. Für seine Virtuosität erhielt Biagi den Spitznamen „Manos brujas“ (dt.: „Hexenhände“). Er war nicht nur ein großartiger Performer, der Musik anderer Autoren arrangierte, sondern auch ein Komponist von überdauernden Stücken.

## Kompositionen (Auswahl)
- Gólgota
- Humillación
- Indiferencia
- Magdala
- Por tener un corazón
- Tu promesa
- Campo afuera
- Amor y Vals

## Diskografie

### Schallplatten (Auswahl)
Rodolfo Biaggi y su Orquesta Típica
- Manos brujas (Mexiko, Capitol, 1957)
- Rodolfo Biagi y Jorge Ortiz (1959, Kolumbien, Odeon, mit dem Sänger Jorge Ortiz)
- El inconfudible estilo de Rodolfo Biagi (Argentinien, CBS, 1966)
- La Novena (Argentinien, Odeon, 1968)
- Lágrimas y sonrisas (Argentinien, EMI, 1974)
- Estrella (Argentinien, Music Hall, 1974)
- Canción de rango (Argentinien, EMI, 1975)
- Los más grandes éxitos de Rodolfo Biagi (Argentinien, CBS, 1975)
- Los indispensables de Biagi (Argentinien, EMI, 1976)
- Sosiego en la noche (Argentinien, EMI, 1977)
- Más éxitos de Manos Brujas (Uruguay, Odeon, 1979)
- Rodolfo Biagi y Jorge Ortiz (Argentinien, EMI, 1980)

### Kompaktkassetten
- Estrella (Argentinien, Music Hall, 1990)

### CDs
- Campo afuera (1926–1942) (Spanien, Bandoneón, 1992)
- Sus exitos con Jorge Ortiz (Argentinien, EMI, 1998)
- Su Orquestra y sus cantores (Argentinien, EMI, 2003)